# 奥罗拉 (航空器)

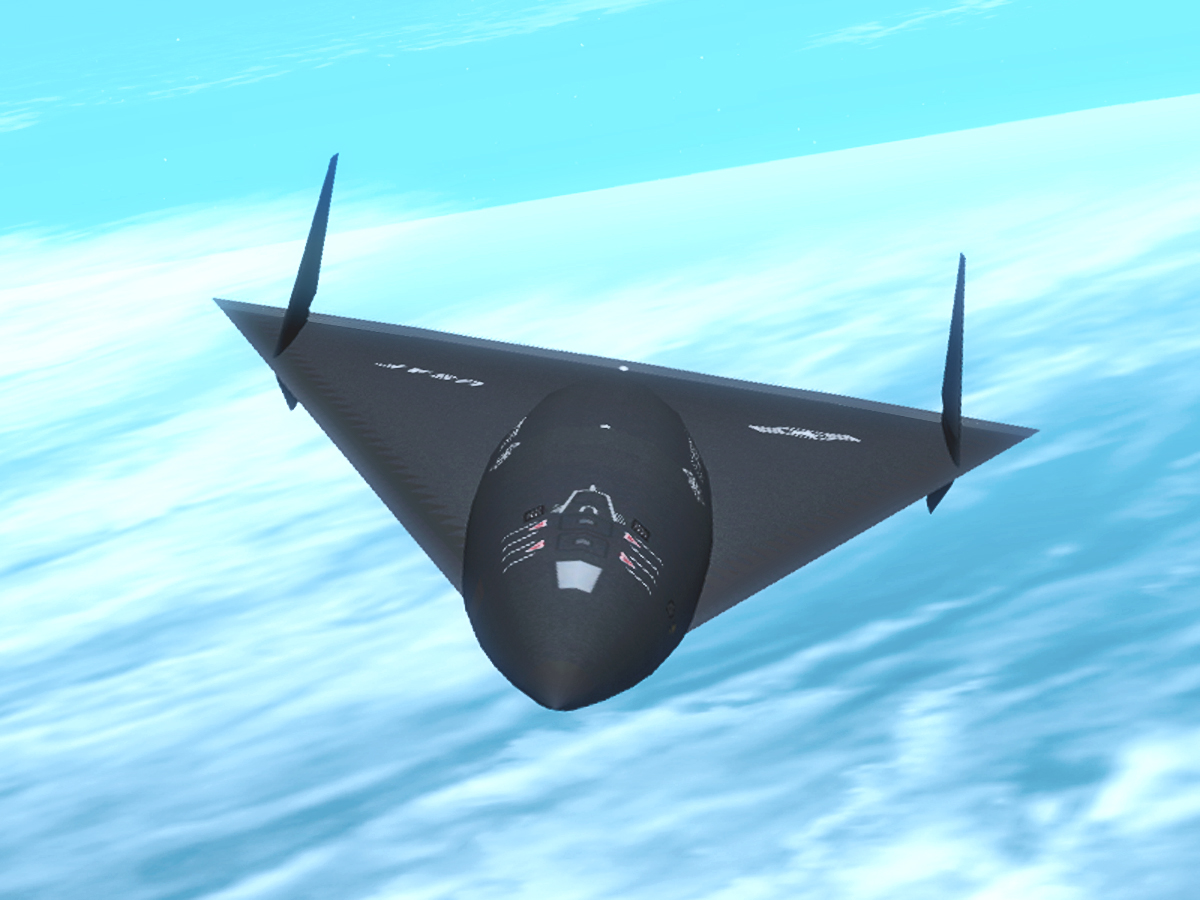
飛行想像圖

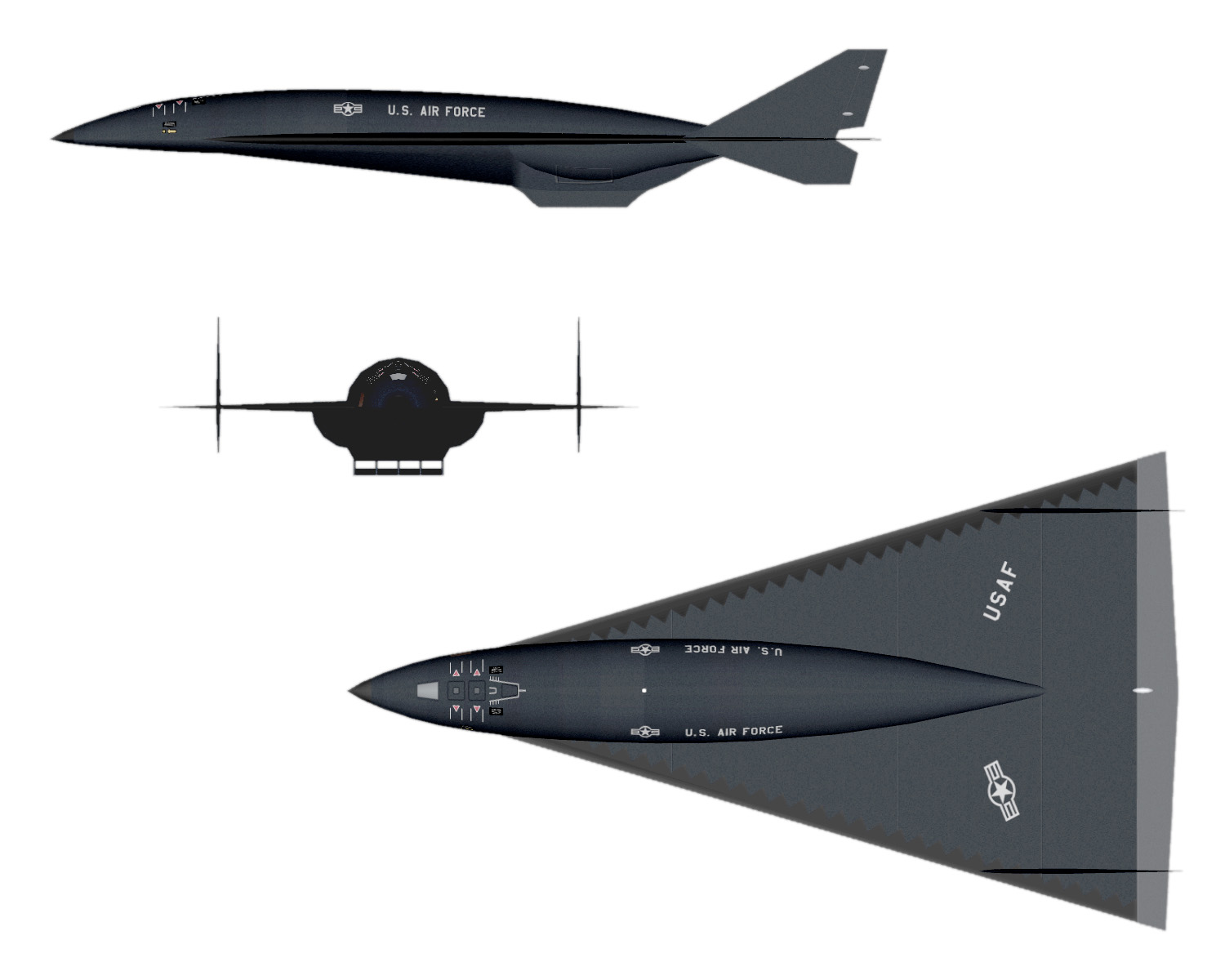
三視圖

SR-91（據稱其正式編號為SR-91 Aurora），為美国航空界和军事界最负盛名的传说之一，據說此機種為美国研发的高超音速侦察机。目前外界推測奥罗拉最高时速可以达到6倍音速，飞行高度达到了3.88万米，在1980至90年代服役取代日漸老朽的SR-71黑鳥式偵察機。英國國防部在2006年6月的報告指出美軍在生產計劃優先順序中計畫生產速度4~6馬赫的極音速偵察機；2007年9月，美國空軍與國防高級研究計劃局簽署諒解備忘錄，內容為製造最高速度可達六馬赫的無人機，此台無人機的名稱為Blackswift。但美国军方至2006年一直否认它的存在，虽然大量航空爱好者目击或拍摄到可能是奥罗拉的形象。

## 概述
傳說中的“奥罗拉”（Aurora）高超音速侦察机，又名“极光”，据称其正式编号为CP-140或SR-91，是美国续SR-71“黑鸟”战略侦察机之后新一代战略侦察机。尽管美国官方一再否认该机的存在，但有越来越多的证据表明该机已存在多年。20世纪80年代中期，美国空军和太空总署已经开始了奥罗拉的一些研究计划，尽管这些研究并没有产生实际的结果，但是他们为奥罗拉提供了一种有潜力的外形和能力。

### 傳聞證據
奥罗拉的谍影，首先在1985年曝光。1985年2月美国向国会提出的1986年预算报告中，包含了一份非机密的武器采购文件。其中“战略侦察”分类中，正好在美国空军呈交国会审查的预算计划书U-2侦察机改良型：TR-1的项目之下，出现了一个被命名为“奥罗拉”的子项目，引起新闻媒体的高度兴趣。这个项目特别之处在于，1985财年度仅要求八千万美元的预算，但是1986财年度却要求高达22亿美元的预算。但是一年后，在1987财年的预算中奥罗拉条目就像他神秘出现一样神秘的消失了。而实际上1987财年的空军采购预算总共比1985财年减少了几十上百亿美元。而且1987财年的预算中也没有可能用于隐藏奥罗拉计划的项目。除了预算大幅增加，可能标志着已经进入生产线之外，美国空军在当时还将著名的SR-71“黑鸟”高空高速战略侦察机退出现役，却没有提出接替“黑鸟”的新型战略侦察机。
根据这两个证据，人们普遍认为，一种新型的军用战略侦察机已经被研发出来，而且即将投入批量生产，只是美国政府出于保密需要不承认而已。因此，新闻媒体就以这一架侦察机的预算命名，称它为“奥罗拉”（也被称为“极光”）。很多推测后来认为有一个可以确认的长期债券是为了奥罗拉计划而发行的。尽管并不明显，但是这暗示奥罗拉计划虽然有较大幅度的削减，但是实际上已经开始进行了。一些人假定CIA和NRO的资金完全是预算外资金，或者被分散在数目庞大的政府证券机构的户头中，或者隐藏在联邦证券银行一些隐蔽的帐户里，甚至可能隐匿于美國农业部一些补贴计划中。

### 目擊傳說
20世纪80年代末期至90年代初期，许多不明飞行物的目击报告开始大量出现。无论美国东海岸或西海岸的居民，都陆续领教到这一神秘飞机的威力。
1989年8月19日，爱德华空军基地北部的居民，听到连续如同擂鼓的震天巨响，直到25公里外的的民宅都可以感到震动，人们离开房屋，跑到开阔地试图寻找巨响的来源，却什么都看不到。附近的老居民形容，巨响的音量直逼当年登月的土星五号火箭。1990年6月19日凌晨3点44分，美国爱德华空军基地附近的加州摩哈维沙漠地区，居民被巨大的爆炸声所惊醒，4点50分又传出第二声。所有的报告都指出声音来自西北方，但没有人目击到任何的爆炸火光或是飞机。在同样的时期，美军机密基地“第51区”所在的内华达沙漠也同样有巨响的“天震（Sky-quack）”报告。目击者的形容非常类似，声音极低沉，却极巨大，通常在凌晨出现。其中有一个目击者形容：“这是我所听过最大的声音，那玩意不是在突破音障，而是在震散我的窗户！”。这些空军基地附近的巨响，可以合理地解释为某种飞行器突破音速所造成的音爆。
然而美国空军对这些目击报告却一概否认有任何所属军机在当地进行超音速飞行。这些否认更刺激了外界的猜测，究竟空军试图掩饰的飞行具是怎么样的计划。这种秘密侦察机出动时，往往会产生巨大的声波冲击，不只产生刺耳的轰鸣声，并且附带有强大的震波。这种震波被地震学者称为“天震”，因为它强烈到内华达州地震局的观测仪都接收到信号。另外当“奥罗拉”横越长空，往往会留下类似香肠状的绳结式凝结尾烟，跟传统飞机有极大差异。这两种特征，几乎证明“奥罗拉”是一种高空高速军用侦察机。而且还使用了全新的飞机发动机技术——脉冲航空发动机，以及全新的反雷达隐形技术。人们估计，融合了最新的航空科技的“奥罗拉”侦察机作战性能惊人，最高时速可以达到6倍音速，飞行高度达到了令人咋舌的3.88万米高空。当前全球的任何防空武器系统，都不是“奥罗拉”的对手。
英国《简氏防务周刊》曾透露，上个世纪的90年代初期，由于中东形势的紧张和海湾战争的爆发，不明高空高速飞行器的目击报告不断出现在雷达屏幕上，“奥罗拉”应该参与了大量的战略军事侦察任务。以后不论是科索沃危机还是台海危机，都有“奥罗拉”的谍影。从时间上推算，“奥罗拉”的研制时间已经应该有将近20年时间，而在这漫长的研制过程中，其不断引起过世界各大媒体的关注。早在1988年1月，美国《纽约时报》就刊出了美国研制新一代高速隐形侦察机的报道，报道宣称这是一架能以5马赫在10万英尺高空飞行的侦察机。文中，一位不愿透露姓名的研究人员指出“使用SR-71时，他们知道我们在哪里，但是碰不到我们。但使用新的科技后，他们甚至不会知道我们在哪里”。不过该报并未指明这就是“奥罗拉”。
1988年2月，美国Gung-Ho杂志的报道则首次叫出了“奥罗拉”的名字。报道指出，“奥罗拉”是以7马赫在25万英尺飞行的超音速侦察机，乘员有三名，燃料是甲烷，故必须以特殊的KC-135Q油机进行空中加油。该报道引述不愿透露姓名的官员指出：“我们已经开始试飞这种飞机。SR-71与其相较，就好像是达芬奇设计的降落伞与现代的航天飞机相比。”而一位退役上校则更信心满满地表示：“相对于世界航太科技水准，我们的科技使我们看起来像是外星人。”而1992年12月12日，军事界权威的《简氏防卫周刊》则获得了一位名叫吉布森的具有12年从军经历的英国皇家侦察兵老兵的目击证明，吉布森本人还是国际飞机辨识团成员，因此在辨认飞机上具有比较权威的地位。他表示，当时他在远在北海的Galveston Key钻油平台上工作，当天出现了一架KC-135，两架F-111，与一架神秘的三角形飞机，他指出该架神秘飞机的后掠角达到75度，而完全不类似任何他所看过的飞机，而这与传说的“奥罗拉”则十分相似。有报道说奥罗拉从内华达沙漠的基地飞往太平洋中的一个环礁，然后飞到苏格兰加油，并在晚上返回美国。它使用液态甲烷作为燃料。F-111战斗轰炸机专门涂成黑色以密集队形进行起降和飞行，来迷惑民用雷达以掩盖奥罗拉的踪迹。然而當時的冷戰背景下，也有學者認為這是美國一種諜報和宣傳戰略，意圖使蘇聯和其盟國投入巨資在軍備競賽上去研製這種根本不可能存在的飛機，所以編造了這整套傳說故事，也許甚至是有一架外型奇特的樣機出沒，增加可信度，但只是一種改裝版的黑鳥。

## 媒體報導
2014年5月中國中央電視台在军事·农业频道軍事科技節目中開一期討論3月份在美國堪薩斯州被拍攝到的一架神秘三角形飛機，該期標題為「解析神秘的飞行器」，之後引述一位叫詹姆斯的航空專家表示該飛機可能是「黑鳥之子」也就是黑鳥的下一代計畫產物。然而全篇節目並沒有表示該飛機就是奥罗拉，也沒有確切表明該照片真偽，片尾的討論甚至導向該飛機不太可能是高超音速偵查機，而更像是一種新型隱形轟炸機或運輸機，所以該節目只傾向證明了美國是有一種外界不知的飛行器在試飛中。

## 內部參見
- 匿蹤戰機
- B-2幽灵战略轰炸机
- F-35閃電II戰鬥機
- F-117夜鷹戰鬥機
- SR-71黑鳥式偵察機
- 低可偵測性技術